# Wolfgang Veenker
Wolfgang Veenker (ur. 4 stycznia 1940 Lüneburg, zm. 25 lutego 1996 tamże) – niemiecki językoznawca (slawista i uralista).
Po maturze podjął studia w Hamburgu, gdzie w latach 1959–1966 uczęszczał na zajęcia z filologii ugrofińskiej, słowiańskiej i bałtyckiej. Doktorat uzyskał w Hamburgu w 1966 r. na podstawie pracy o substracie ugrofińskim w języku rosyjskim, wydanej w USA w 1967 r. Na Uniwersytecie w Hamburgu będzie też pracował do śmierci.
Po uzyskaniu w 1977 r. tytułu profesora objął kierownictwo seminarium ugrofińskiego i funkcję tę pełnił do śmierci. Był też członkiem towarzystwa Societas Uralo-Altaica i współwydawcą jego serii publikacji. Poczynając od lat 70. XX w. był wybierany na członka wielu towarzystw naukowych w Finlandii, Szwecji i na Węgrzech.
Dorobek publikacyjny Veenkera obejmuje ok. 150 pozycji, w tym 17 książek. W publikacjach tych wiele uwagi poświęcał wypracowaniu jednolitego sposobu zbierania i opisywania danych onomazjologicznych i dialektalnych języków uralskich.
Będąc żywo zainteresowanym syberystyką (głównie językoznawstwem syberyjskim) kładł duży nacisk na rozwój kontaktów z nauką rosyjską.

## Ważniejsze publikacje
- 1967: Die Frage des finnougrischen Substrats in der russischen Sprache, XV + 329 s.
- 1969: Vogul Suffixes and Pronouns: An Index a Tergo, XIII + 65 s.
- 1971: Rückläufiges Wörterbuch der vogulischen Schriftsprache, 94 s.
- 1973: Verzeichnis der ostostjakischen (Vach) Suffixe und Suffixkombinationen, 56 s.
- 1975: Materialien zu einem onomasiologisch-semasiologischen vergleichenden Wörterbuch der uralischen Sprachen, XXV + 445 s.
- 1989: Tundrajukagirisches Wörterverzeichnis, 83 s.
- 1990: Leitfaden zur einheitlichen Gestaltung von Monographien der Dialekte der uralischen Sprachen, 57 s.